# Rune Eriksen
Rune Eriksen (n. 13 ianuarie 1975), mai bine cunoscut sub numele de scenă Blasphemer, a fost chitaristul și compozitorul formației norvegiene de black metal Mayhem. În prezent Blasphemer face parte din formațiile Aura Noir și Nader Sadek.

## Biografie
Blasphemer și-a început cariera muzicală în 1995, la vârsta de 20 ani. În acest an Blasphemer s-a alăturat formației Mayhem. Doi ani mai târziu are loc lansarea EP-ului Wolf's Lair Abyss, prima realizare discografică a formației în noua formulă. Începând cu acest EP atribuțiile au fost împărțite: Blasphemer compunea muzica, iar Maniac compunea versurile.
În 1996 s-a alăturat formației Aura Noir, iar în același an a fost lansat primul album de studio al acestei formații.
În 2004 Blasphemer a fost implicat într-o altercație cu Maniac, incident în urma căruia Maniac a părăsit Mayhem. Ulterior Blasphemer a declarat că a colaborat mult mai bine cu Attila Csihar, înlocuitorul lui Maniac.
În 2005 el împreună cu Carmen Susana Simões au înființat Ava Inferi, iar un an mai târziu a fost lansat primul album de studio al acestei formații.
În 2008 Blasphemer a anunțat că va părăsi Mayhem pentru a se putea concentra asupra proiectului său Ava Inferi, formație care între timp s-a desființat. După ce a cântat în concertele care erau deja planificate, Blasphemer s-a despărțit de formație în condiții amiabile.
În 2011 Blasphemer împreună cu Steve Tucker și Flo Mounier au înființat formația Nader Sadek (death metal). Formația este proiectul lui Nader Sadek (de unde și numele formației); Nader fusese director de efecte vizuale la concertele din Statele Unite din cadrul turneului mondial susținut de Mayhem în 2009.

## Discografie
cu Mayhem
- Wolf's Lair Abyss (EP) (1997)
- Mediolanum Capta Est (Album live) (1999)
- Grand Declaration of War (Album de studio) (2000)
- Live in Marseille 2000 (Album live) (2001)
- Chimera (Album de studio) (2004)
- Ordo Ad Chao (Album de studio) (2007)

cu Aura Noir
- Black Thrash Attack (Album de studio) (1996)
- The Merciless (Album de studio) (2004)
- Live Nightmare On Elm Street (Album live) (2006)
- Out to Die (Album de studio) (2012)

cu Mezzerschmitt
- Weltherrschaft (EP) (2002)

cu Ava Inferi
- Burdens (Album de studio) (2006)
- The Silhouette (Album de studio) (2007)
- Blood of Bacchus (Album de studio) (2009)
- Onyx (Album de studio) (2011)

cu Nader Sadek
- In the Flesh (Album de studio) (2011)
- Living Flesh (Album live) (2013)